# Нибур, Рейнгольд
Ка́рл Па́уль Ре́йнгольд (Ре́йнхольд, Ра́йнхольд) Ни́бур (англ. Karl Paul Reinhold Niebuhr; 21 июня 1892, Райт Сити, округ Уоррен, штат Миссури, США — 1 июля 1971; Стокбридж, штат Массачусетс, США) — американский неокальвинисткий теолог, социальный философ и политолог, один из создателей диалектической теологии. Автор концепции «христианского реализма».  
Старший брат теолога и историка теологии культуры, специалиста в области христианской этики, общественного деятеля и писателя Хельмута Ричарда Нибура.

## Биография
Родился в США в семье немецких эмигрантов, принадлежащих деноминации Евангелический синод Северной Америки (ныне Объединённая церковь Христа). В 1902 году его отец получил должность пастора в Иллинойсе, куда он перевёз свою семью.
В 1915 году Рейнгольд защитил магистерскую диссертацию по теологии и стал пастором небольшой немецкой общины в Детройте. В 1919 году он отказался от немецкого языка в богослужении и довёл число своих прихожан до 700. В 1923 году он впервые посетил Европу. В 1928 году он переехал в Нью-Йорк, где стал профессором теологии Нью-Йоркская объединённой теологической семинарии. Его учеником был Дитрих Бонхёффер. В 1931 году 39-летний Нибур женился на 24-летней студентке Урсуле. С 1941 по 1966 год Нибур издавал журнал «Христианство и кризис». В 1946 году он был у истоков создания Международного совета христиан и евреев (ICCJ), которое состоялось на конференции «Свобода, справедливость, ответственность» в Оксфорде. С 1956 года и до своей отставки в 1960 году был вице-президентом Нью-Йоркской теологической семинарии.
Развивал идеи христианского социализма, справедливой войны (участие США во Второй мировой войне), являлся активистом экуменического движения и приветствовал создание государства Израиль.

## Философия
Нибур стремился найти средний путь между «наивным идеализмом» и «безнравственным реализмом», между «изоляционистским пацифизмом» и «империалистическим мессианством». Он исходил из августинианской идеи «первородной греховности» человеческой природы и неизбежности в истории конфликтов и аморальной политики. Однако в этих условиях вполне можно занять позицию сопротивления злу, что позволяло Нибуру оправдывать участие армии США в во Второй Мировой войне и ядерную бомбардировку Японии, а также (до 1966) вторжение США во Вьетнам. Христианский пацифизм им трактуется как перфекционизм, ибо «конфликт — всего лишь видимое и конечное проявление человеческой природы» (Христианство и война).
Вслед за Кьеркегором Нибур полагает, что обнаружением греха в повседневной жизни человека является тревога. Наиболее характерной формой греха оказывается гордость, которая выражается в воле к власти. Поскольку данный тип греха выражается в обществе, то изъяны человеческой природы усиливаются и становятся более выпуклыми в групповом поведении.
Сформировавшись в условиях преобладания либеральной теологии, Нибур тем не менее критиковал её основные постулаты, сводившие христианство к золотому правилу нравственности. Вместе с либерализмом он критиковал и социализм, оставаясь в пределах консерватизма и здравого смысла. Отсюда Нибур признавал невозможность универсальной формулы справедливости.

## Молитва о душевном покое
Пожалуй, наиболее известным произведением Нибура является «Молитва о душевном покое»:
God, give us grace to accept with serenity

the things that cannot be changed,

Courage to change the things

which should be changed,

and the Wisdom to distinguish

the one from the other.

Living one day at a time,

Enjoying one moment at a time,

Accepting hardship as a pathway to peace,

Taking, as Jesus did,

This sinful world as it is,

Not as I would have it,

Trusting that You will make all things right,

If I surrender to Your will,

So that I may be reasonably happy in this life,

And supremely happy with You forever in the next.

Amen.
В переводе на русский:
Господи, даруй нам Спокойствие: принять

то, что не может быть изменено,

Мужество — изменять то,

что до́лжно,

И Мудрость — отличать

одно от другого.

Проживая каждый день с полной отдачей;

Радуясь каждому мгновению;

Принимая трудности — как путь, ведущий к покою,

Принимая, подобно тому как Иисус принимал,

Этот греховный мир таким, каков он есть,

А не таким, каким я хотел бы его видеть,

Веря, что Ты устроишь всё наилучшим образом,

Если я препоручу себя Твоей воле:

Так я смогу приобрести, в разумных пределах, счастье в сей жизни,

И превосходящее счастье с Тобою на вечные веки — в жизни грядущей.

Аминь.

## Сочинения
- Нравственный человек и безнравственное общество (англ. Moral Man and Immoral Society, 1932)
- Природа и судьба человека (англ. The Nature and Destiny of Man, 1943)
- Христианство и война Архивная копия от 4 марта 2016 на Wayback Machine
- Христос и культура. Избранные труды Ричарда Нибура и Райнхольда Нибура. / Гуревич Л. С., Левит С. Я. (сост.) — М.: Юристъ, 1996. — 575 с. — (Лики культуры).